# Електропренос Босне и Херцеговине
Електропренос Босне и Херцеговине а. д. Бања Лука је компанија за пренос електричне енергије у Босни и Херцеговини.
Електропренос Босне и Херцеговине је јединствена Компанија за пренос електричне енергије почела са радом 1.2.2006. Ова Компаније настала је са циљем уједињавања тржишта преноса и производње електричне енергије у Босни и Херцеговини.
Прва Компанија „Електропренос“ са седиштем у Сарајеву која је радила на подручју Босне и Херцеговине настала је 1953. и радила је до 1992. године. Почетком грађанског рата Компанија се распала на три компаније:
- „Електропренос“ Сарајево
- „Електропренос“ Бања Лука
- „Електропријенос“ Мостар

Компанија је предмет политичког спора у Босни и Херцеговини. Почетни капитал Компаније је 755.941.657 КМ. 
41% Компаније припада Републици Српској, а 59 припада Федерацији Босне и Херцеговини. Профит Компаније у 2007. години износио је 13,5 милиона КМ, а у 2008. 21 милион КМ.
Високи представник у БиХ наметнуо је у септембру 2009. законе којима се регулише рад Компаније „Електропренос“, а Влада Републике Српске одбацила је те одлуке као задирање у власничке односе и кршење права акционара. Влада Републике Српске најавила је Референдум у циљу решавања сукоба око Компаније за пренос електричне енергије.